# Đông Nam Bộ

Vị trí vùng Đông Nam Bộ (đỏ) trên bản đồ Việt Nam

Đông Nam Bộ là một trong hai vùng thuộc Nam Bộ Việt Nam. Vùng Đông Nam Bộ có 1 thành phố trực thuộc trung ương là Thành phố Hồ Chí Minh và 2 tỉnh Tây Ninh, Đồng Nai.
Theo kết quả điều tra dân số ngày 1 tháng 4 năm 2006, dân số vùng Đông Nam Bộ là 13.7215.00 người, chiếm 16.34% dân số Việt Nam, là vùng có tốc độ tăng dân số cao nhất nước, do thu hút nhiều dân nhập cư từ các vùng khác đến sinh sống. Tuy nhiên chỉ sau 15 năm, theo số liệu mới đây năm 2021 của Tổng cục Thống kê VN, tổng dân số của vùng Đông Nam Bộ là 18.719.266 người (không kể số người tạm trú lâu dài) trên một diện tích là 23.551 km², với mật độ dân số bình quân 795 người/km², chiếm 19,1% dân số cả nước.
Riêng tài liệu trước đây của Tổng cục Thống kê Việt Nam và một số ít tài liệu khác dựa theo số liệu thống kê của Tổng cục Thống kê lại xếp 2 tỉnh Ninh Thuận, Bình Thuận (thuộc vùng Duyên hải Nam Trung Bộ) vào vùng Đông Nam Bộ. Hiện nay Tổng cục Thống kê đã xếp Bình Thuận cùng Ninh Thuận vào vùng Duyên hải Nam Trung Bộ.
Đông Nam Bộ là khu vực kinh tế phát triển nhất ở Việt Nam, đóng góp hơn 2/3 thu ngân sách hằng năm, có tỉ lệ đô thị hóa 62.8%.

## Lịch sử hình thành các tỉnh thành Đông Nam Bộ
Năm 1957, dưới thời Đệ Nhất Cộng hòa, khu vực này mang tên Miền Đông Nam phần, đại diện bởi Tòa Đại biểu Chính phủ cho 13 tỉnh thành: Đô thành Sài Gòn, các tỉnh Gia Định, Tây Ninh, Bình Dương, Bình Long, Phước Long, Phước Thành, Hậu Nghĩa, Biên Hòa, Long Khánh, Phước Tuy, Bình Tuy và Long An. Khu vực này là một đơn vị hành chính của Việt Nam Cộng hòa.
Năm 1963, Đệ Nhất Cộng hòa bị lật đổ và đơn vị Miền Đông Nam phần bị xóa bỏ, tuy nhiên danh từ này vẫn thông dụng để chỉ định khu vực địa lý.
Giai đoạn 1966-1975 thời Đệ Nhị Cộng hòa, Miền Đông Nam phần bao gồm 12 tỉnh thành: Đô thành Sài Gòn, các tỉnh Gia Định, Tây Ninh, Bình Dương, Bình Long, Phước Long, Hậu Nghĩa, Biên Hòa, Long Khánh, Phước Tuy, Bình Tuy và Long An.

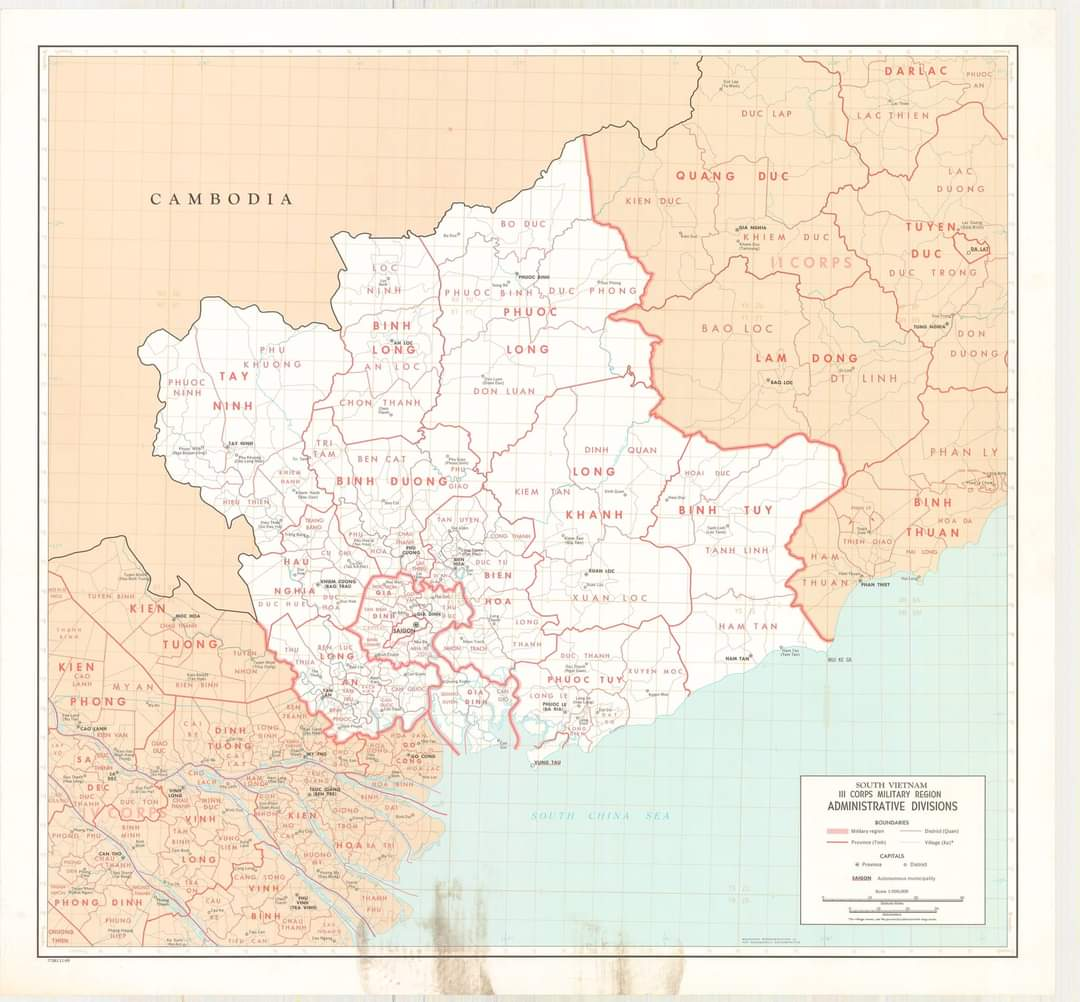
Bản đồ Miền Đông Nam phần năm 1970

Năm 1975, sáp nhập các tỉnh thành để thành lập các tỉnh thành mới lớn hơn, khi đó miền Đông Nam Bộ gồm 4 tỉnh thành: Thành phố Hồ Chí Minh (tỉnh Gia Định, Đô thành Sài Gòn, quận Củ Chi của tỉnh Hậu Nghĩa và quận Phú Hòa của tỉnh Bình Dương), Sông Bé (gồm tỉnh Bình Dương, Bình Long và Phước Long), Tây Ninh, Đồng Nai (gồm Biên Hòa, Long Khánh và Phước Tuy). Tỉnh Bình Tuy cũ nhập vào tỉnh Thuận Hải thuộc miền Trung, tỉnh Long An nhập vào Miền Tây Nam Bộ.
Năm 1979, miền Đông Nam Bộ gồm 4 tỉnh thành và 1 đặc khu: Thành phố Hồ Chí Minh, các tỉnh Tây Ninh, Sông Bé, Đồng Nai và Đặc khu Vũng Tàu-Côn Đảo.
Năm 1991, miền Đông Nam Bộ có 5 tỉnh thành gồm: Thành phố Hồ Chí Minh, các tỉnh Tây Ninh, Sông Bé, Đồng Nai, Bà Rịa – Vũng Tàu.
Từ năm 1997 đến trước ngày 01/07/2025, vùng Đông Nam Bộ có 6 tỉnh thành gồm: Thành phố Hồ Chí Minh, các tỉnh Tây Ninh, Bình Dương, Bình Phước, Đồng Nai và Bà Rịa – Vũng Tàu.
Từ ngày 01/07/2025, vùng Đông Nam Bộ sau sáp nhập có 3 tỉnh thành gồm: Thành phố Hồ Chí Minh, Tây Ninh, Đồng Nai.

## Địa lý
- Phía Bắc giáp với Campuchia

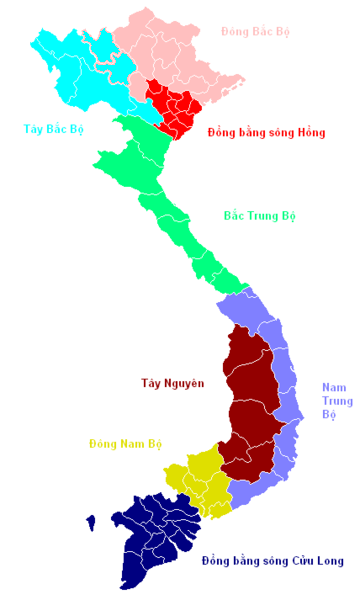
Các vùng miền Việt Nam

- Phía Nam - Tây Nam giáp với Đồng bằng sông Cửu Long
- Phía Bắc - Đông Bắc giáp với biển Đông
- Phía Đông giáp Tây Nguyên và Duyên hải Nam Trung Bộ

### Địa hình
Đông Nam Bộ có địa hình bán bình nguyên, trung du và đồi núi thấp dưới 1000m, bề mặt thoải. Độ cao giảm dần từ tây bắc xuống đông nam, có độ cao bề mặt dao động từ khoảng 500 - 700m (H.Bù Gia Mập, Bình Phước - phần rìa phía nam cao nguyên Mơ Nông) xuống 1m (H.Bình Chánh, TP.HCM - giáp ranh đồng bằng sông Cửu Long).
Hơn 70% diện tích của vùng có độ cao trên 50m, chủ yếu là các đồi thấp xen bưng bàu trũng, địa hình cao và lượn sóng mạnh ở phía bắc, giảm dần về phía nam.
Các ngọn núi cao ở khu vực:
- Núi Bà Đen - 986m (Tây Ninh)
- Núi Chứa Chan - 838m (Đồng Nai)
- Núi Bà Rá - 736m (Bình Phước)
- Núi Mây Tào - 716m (Bà Rịa - Vũng Tàu)
- Núi Dinh - 505m (Bà Rịa - Vũng Tàu)
- Núi Cậu - 289m (Bình Dương).
Do vùng Đông Nam Bộ là trung tâm công nghiệp nên rừng ít, cây công nghiệp được trồng với diện tích lớn hàng bậc nhất cả nước, tình trạng ô nhiễm ngày càng nặng nên ở các đô thị rất dễ bị lũ lụt do không có cây giữ lại.
Đất có bảy loại: đất feralit, đất phù sa (chiếm thấp nhất trong vùng), đất ba dan, đất xám trên phù sa cổ, đất mặn, đất phèn (đất mặn, đất phèn tập trung nhiều ở Thành phố Hồ Chí Minh).
Vùng đất này thuộc địa chất giới Kainozoi: Cuội, cát, sét kết và các thành tạo bở rời.

### Sông ngòi
Khu vực Đông Nam Bộ có các sông lớn như hệ thống sông Đồng Nai, sông Sài Gòn, sông Thị Vải... Sông Sài Gòn và sông Thị Vải là nơi tập trung các cảng chính của khu vực như cảng Sài Gòn, cảng Cái Mép, cảng Thị Vải.
Sông Bé và sông Đồng Nai có trữ lượng thủy năng dồi dào (thủy điện Trị An, thủy điện Thác Mơ, thủy điện Cần Đơn, thủy điện Srok Pu Mieng).
Các hồ thủy lợi và thủy điện ngăn sông, có ý nghĩa hết sức quan trọng, giúp cung cấp nước sản xuất và sinh hoạt như: hồ Dầu Tiếng, hồ Trị An, hồ Thác Mơ, hồ Phước Hòa. Đặc biệt là hồ thủy lợi Phước Hòa và hồ Dầu Tiếng còn có tác dụng điều phối nguồn nước để chống xâm nhập mặn cho sông Sài Gòn và sông Vàm Cỏ.

### Bờ biển
Bờ biển khu vực này thuộc các địa phương: Thành phố Hồ Chí Minh và Bà Rịa - Vũng Tàu. Khu vực ven biển có nhiều bãi biển đẹp, là khu nghỉ mát nổi tiếng như: Bãi Sau, Bãi Dứa (Tp. Vũng Tàu),... Vùng biển ấm, ngư trường rộng, hải sản phong phú; thuận lợi cho việc phát triển ngành khai thác và nuôi trồng thủy sản. 
+ Gần tuyến đường biển quốc tế, thuận lợi cho việc phát triển giao thông vận tải biển.
+ Thềm lục địa nông, rộng; giàu tiềm năng dầu khí.

## Hành chính
Tất cả các tỉnh ở miền Đông Nam Bộ đều nằm trong vùng kinh tế trọng điểm phía Nam.
| STT       | Tên                   | Trung tâm hành chính | Diện tích (km²) | Dân số (người) | Mật độ (người/km²) | Hành chính | Hành chính | Hành chính | Biển số xe        | Mã vùng ĐT   |
| STT       | Tên                   | Trung tâm hành chính | Diện tích (km²) | Dân số (người) | Mật độ (người/km²) | Phường     | Xã         | Đặc khu    | Biển số xe        | Mã vùng ĐT   |
| --------- | --------------------- | -------------------- | --------------- | -------------- | ------------------ | ---------- | ---------- | ---------- | ----------------- | ------------ |
| 1         | Thành phố Hồ Chí Minh | Sài Gòn              | 6.772,59        | 14.002.598     |                    | 113        | 54         | 1          | 41, 50–59, 61, 72 | 28, 254, 274 |
| 2         | Đồng Nai              | Trấn Biên            | 12.737,18       | 4.491.408      |                    | 23         | 72         |            | 39, 60, 93        | 251, 271     |
| 3         | Tây Ninh              | Long An              | 8.536,44        | 3.254.170      |                    | 14         | 82         |            | 62, 70            | 272, 276     |
| Toàn vùng | Toàn vùng             | Toàn vùng            |                 |                |                    | 150        | 208        | 1          |                   |              |

Hiện tại, khu vực Đông Nam Bộ có diện tích tự nhiên là 23.551 km2, chiếm 7,1% tổng diện tích cả nước và dân số là 18.719.266 người, chiếm 19,1% tổng dân số cả nước, bình quân 795 người/km2.

## Đô thị
Hiện nay, các thị xã vốn là tỉnh lỵ của các tỉnh vùng Đông Nam Bộ trước đây đều đã trở thành thành phố trực thuộc tỉnh (ngoại trừ Thành phố Hồ Chí Minh là thành phố trực thuộc trung ương). Trong đó, tỉnh Bình Dương có 5 thành phố là Thủ Dầu Một, Dĩ An, Thuận An, Tân Uyên, Bến Cát; tỉnh Đồng Nai có 2 thành phố là Biên Hòa và Long Khánh; tỉnh Bà Rịa – Vũng Tàu có 2 thành phố là Bà Rịa và Vũng Tàu.
Trong suốt thời kỳ từ đầu năm 1975 cho đến năm 1991, toàn vùng Đông Nam Bộ chỉ có 2 thành phố là Thành phố Hồ Chí Minh và Biên Hòa. Từ năm 1991 đến nay, lần lượt các thị xã được nâng cấp thành các thành phố trực thuộc tỉnh.
Các thành phố được thành lập trước năm 1976:
- Thành phố Hồ Chí Minh: thành lập vào ngày 15 tháng 3 năm 1874 theo Sắc lệnh của Tổng thống Pháp
- Biên Hòa: thành lập vào đầu năm 1976

Các thành phố được thành lập từ năm 1991 đến nay:
- Vũng Tàu: thành lập vào ngày 12 tháng 8 năm 1991 cùng thời điểm tái lập tỉnh Bà Rịa – Vũng Tàu
- Thủ Dầu Một: thành lập vào ngày 2 tháng 5 năm 2012 theo Nghị định số 11/NQ-CP[4]
- Bà Rịa: thành lập vào ngày 22 tháng 8 năm 2012 theo Nghị định số 43/NQ-CP[5]
- Thành phố Tây Ninh: thành lập vào ngày 29 tháng 12 năm 2013 theo Nghị định số 135/NQ-CP[6]
- Đồng Xoài: thành lập vào ngày 1 tháng 12 năm 2018 theo Nghị định số 587/NQ-UBTVQH14[7]
- Long Khánh: thành lập vào ngày 1 tháng 6 năm 2019 theo Nghị định số 673/NQ-UBTVQH14[8]
- Thuận An: thành lập vào ngày 1 tháng 2 năm 2020 theo Nghị định số 857/NQ-UBTVQH14[9]
- Dĩ An: thành lập vào ngày 1 tháng 2 năm 2020 theo Nghị định số 857/NQ-UBTVQH14[10]
- Thủ Đức: thành lập vào ngày 1 tháng 1 năm 2021 theo Nghị định số 1111/NQ-UBTVQH14[11]
- Tân Uyên: thành lập vào ngày 10 tháng 4 năm 2023 theo Nghị định số 725/NQ-UBTVQH15[12]
- Bến Cát: thành lập vào ngày 1 tháng 5 năm 2024 theo Nghị định số 1012/NQ-UBTVQH15[13].

Tính đến ngày 1 tháng 5 năm 2024, vùng Đông Nam Bộ có:
- 1 đô thị loại đặc biệt: Thành phố Hồ Chí Minh
- 3 thành phố trực thuộc tỉnh là đô thị loại I: Thủ Dầu Một, Biên Hòa, Vũng Tàu
- 2 thành phố trực thuộc tỉnh là đô thị loại II: Bà Rịa, Dĩ An
- 7 đô thị loại III gồm 7 thành phố trực thuộc tỉnh: Tây Ninh, Đồng Xoài, Long Khánh, Thuận An, Tân Uyên, Bến Cát, Phú Mỹ.
- 7 đô thị loại IV gồm 5 thị xã: Bình Long, Phước Long, Chơn Thành, Hòa Thành, Trảng Bàng và 2 thị trấn: Long Thành, Trảng Bom.

## Kinh tế

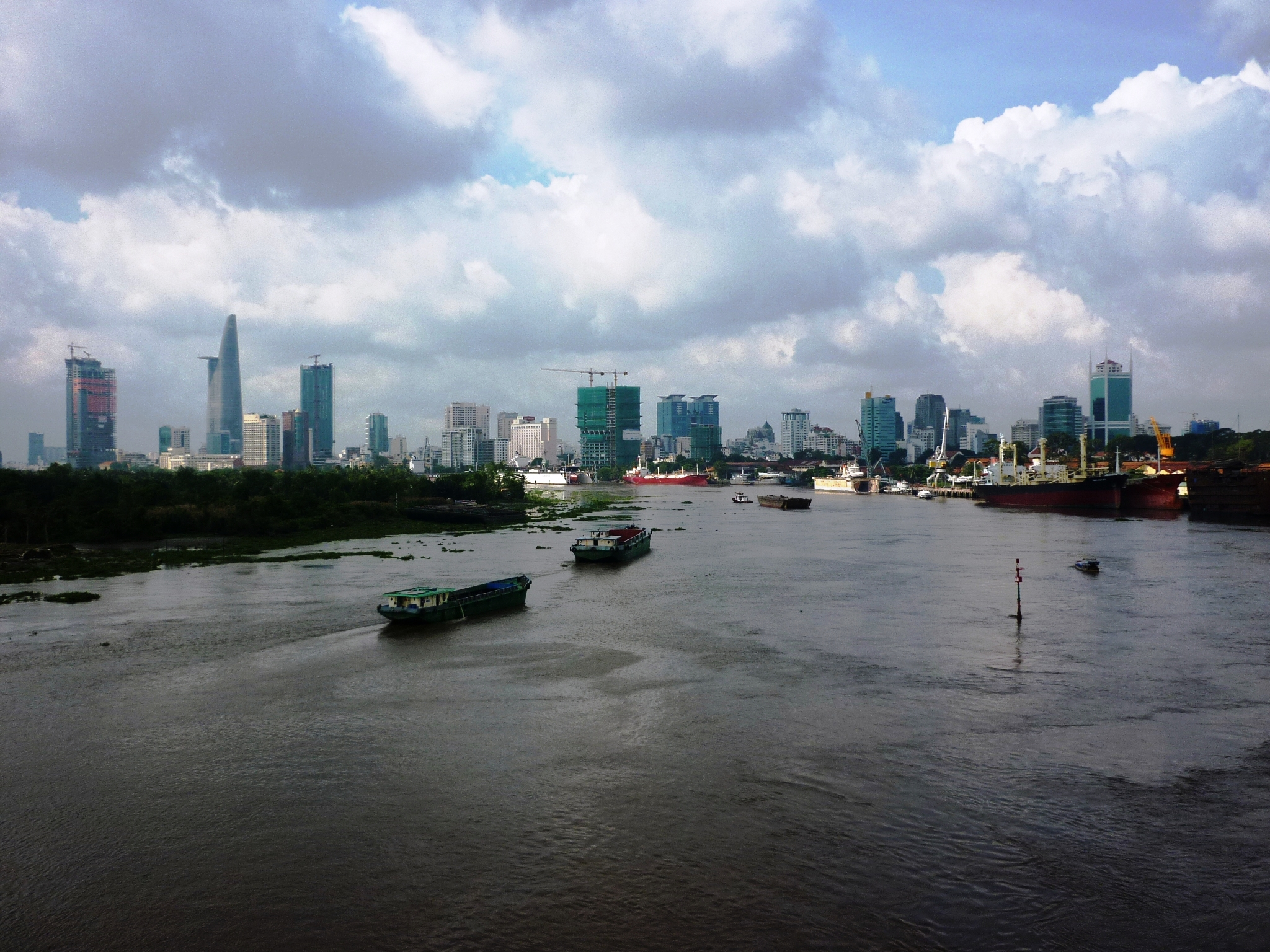
Thành phố Hồ Chí Minh
bên sông Sài Gòn

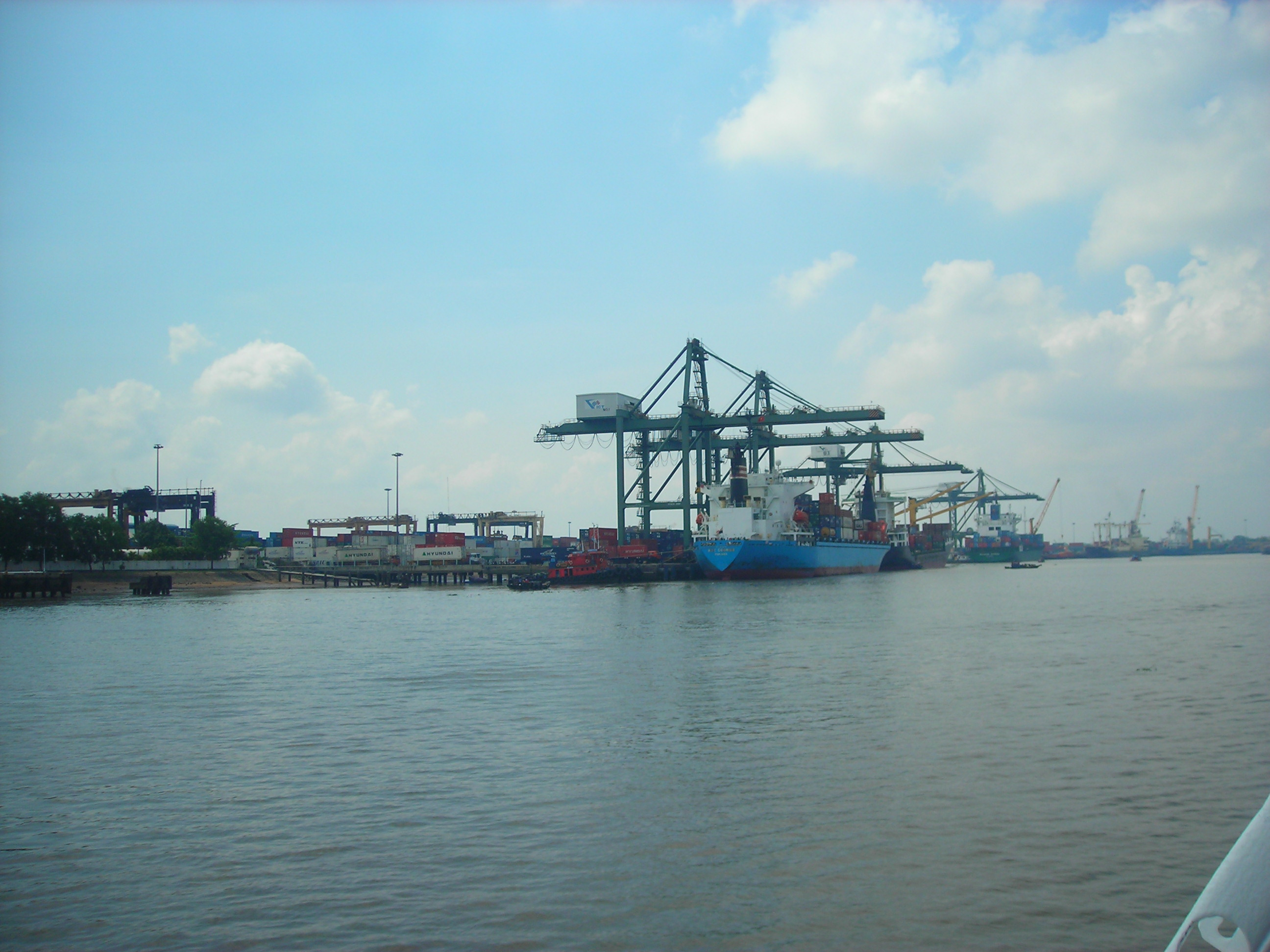
Cảng Sài Gòn

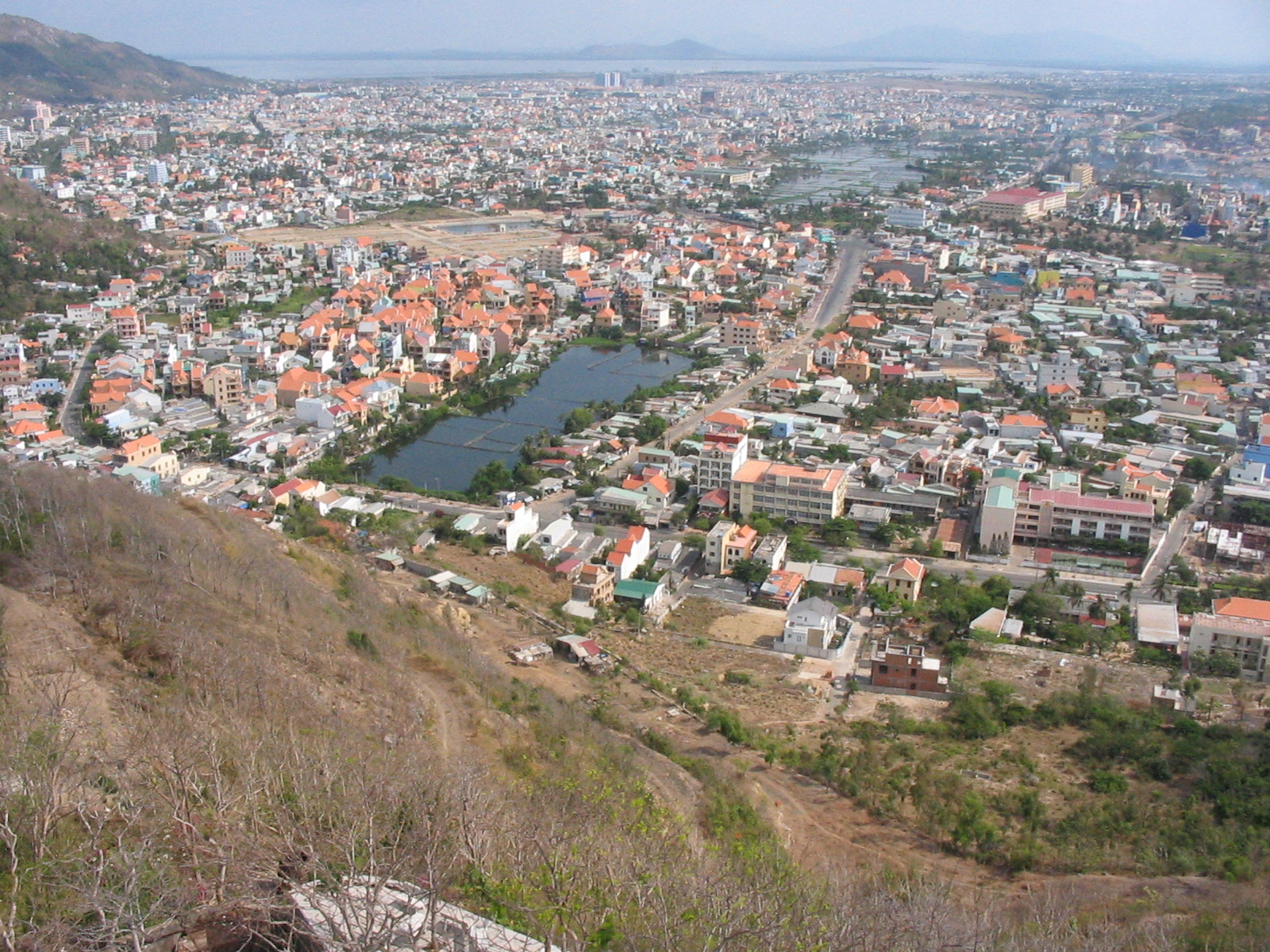
Thành phố Vũng Tàu

Đông Nam Bộ là vùng có kinh tế phát triển nhất Việt Nam, dân số đông và dẫn đầu cả nước về xuất khẩu, đầu tư trực tiếp nước ngoài, GDP, cũng như nhiều yếu tố kinh tế - xã hội khác.
Về Công nghiệp: khu vực công nghiệp-xây dựng tăng trưởng nhanh,chiếm tỉ trọng lớn nhất trong GDP của vùng;cơ cấu sản xuất cân đối,bao gồm công nghiệp nặng,công nghiệp nhẹ và chế biến lương thực, thực phẩm. Một số ngành công nghiệp đang hình thành và phát triển như dầu khí, điện tử,công nghệ cao.
Về Nông nghiệp: Đông Nam Bộ là vùng trồng cây nông nghiệp quan trọng của cả nước các cây như lạc, đậu,... (Tây Ninh là tỉnh có diện tích trồng mía, lúa mì, đậu phộng lớn nhất) là thế mạnh của vùng. Ngành chăn nuôi gia súc, gia cầm được chú trọng,ngành đánh bắt thủy sản trên cá ngư trường đem lại nguồn lợi lớn về kinh tế.
Tỉnh Bình Phước là tỉnh xuất khẩu Điều lớn nhất VN, đóng góp vào kim ngạch xuất khẩu trung bình 3 tỷ USD mỗi năm
Đầu tư trực tiếp nước ngoài của khu vực này dẫn dầu cả nước nổi bật ở các tỉnh: Đồng Nai, Bình Dương và Thành phố Hồ Chí Minh. Gần đây, Vũng Tàu cũng thu hút khá nhiều dự án đầu tư trực tiếp nước ngoài. Năm 2006, Vũng Tàu là thành phố thu hút đầu tư trực tiếp nước ngoài cao nhất cả nước với hơn 1,1 tỷ USD. Ngoài ra, Bà Rịa Vũng Tàu hiện là tỉnh có GDP bình quân đầu người cao nhất Việt Nam.

### Tứ giác kinh tế trọng điểm
Gồm Thành phố Hồ Chí Minh, Bình Dương, Đồng Nai, Bà Rịa – Vũng Tàu. Cả bốn tỉnh, thành trên đều thuộc vùng Đông Nam bộ, chiếm một diện tích khiêm tốn so với cả nước, nhưng đóng góp của 4 địa phương này đối với quốc gia là rất lớn, mang tính quyết định đối với tốc độ phát triển kinh tế - xã hội của cả nước. Theo số liệu năm 2004 thì tứ giác kinh tế này chiếm: 37,40% GDP cả nước, đóng góp 55,76% ngân sách, giá trị sản xuất công nghiệp 47,12%...
Thành phố Hồ Chí Minh là Trung tâm thương mại và kinh tế của khu vực. Được ví là "Hòn ngọc Viễn Đông", Thành phố Hồ Chí Minh với lịch sử hơn 300 năm đã khẳng định vị trí hàng đầu, trung tâm kinh tế, tài chính, văn hóa, du lịch, giáo dục, khoa học kỹ thuật, y tế lớn nhất nhì cả nước. Nằm tại ngã tư quốc tế, giữa các con đường hàng hải từ Bắc xuống Nam, Đông sang Tây, được xem là tâm điểm của khu vực Đông Nam Á, Thành phố Hồ Chí Minh là cửa ngõ lớn của Việt Nam thông ra thế giới.
Đồng Nai là trung tâm công nghiệp lớn trong vùng với trung tâm là Biên Hoà. Các huyện như Nhơn Trạch, Long Thành, Trảng Bom là 3 huyện công nghiệp lớn của Đồng Nai thu hút nhiều đầu tư vào các khu công nghiệp tập trung lớn và quy mô. Các huyện thành này tạo thành trung tâm công nghiệp của tỉnh và của cả khu vực Đông Nam Bộ. Trong tương lai, Nhơn Trạch sẽ là một thành phố công nghiệp thuộc tỉnh của Đồng Nai. Huyện Trảng Bom và Long Thành cũng là trung tâm của các dự án lớn và là các đô thị phát triển trong tương lai của tỉnh Đồng Nai.
Bình Dương là một tỉnh năng động trong thu hút vốn nước ngoài cùng với tỉnh Đồng Nai. Tỉnh có thị xã công nghiệp nổi bật là Bến Cát và 4 thành phố là Thủ Dầu Một, Thuận An, Dĩ An, Tân Uyên. Những phát triển của Bình Dương đang góp phần to lớn cho sự phát triển bền vững và phát triển nhất của khu vực đối với cả nước. Cùng với Thành phố Hồ Chí Minh, Vũng Tàu và Đồng Nai, Bình Dương hợp chung thành tứ giác phát triển nhất cả nước. Khu tứ giác này góp 48,6% trong ngân sách quốc gia. Theo kế hoạch, đến năm 2020, Bình Dương sẽ trở thành đô thị loại 1 và là thành phố trực thuộc trung ương với năm quận nội thành là Thủ Dầu Một, Dĩ An, Thuận An, Nam Tân Uyên, Bến Cát và 4 huyện ngoại thành là Bắc Tân Uyên, Bàu Bàng, Phú Giáo, Dầu Tiếng(Đến nay vẫn chưa thực hiện được).
Bà Rịa – Vũng Tàu (BR-VT) là trung tâm du lịch, khai thác - lọc - hóa dầu khí trọng điểm. Nhắc đến Bà Rịa – Vũng Tàu người ta liên tưởng ngay đến các thế mạnh của tỉnh gắn liền với biển là công nghiệp khai thác dầu mỏ, vận tải hàng hải, dịch vụ du lịch và khai thác hải sản. Với trữ lượng 900 - 1.200 triệu mét khối dầu mỏ và 360 tỷ mét khối khí đối, BR-VT đang đứng đầu quốc gia về lĩnh vực này. Sự phát triển của ngành công nghiệp khai thác dầu mỏ đã thúc đẩy nền kinh tế BR-VT tăng trưởng đáng kể. GDP đầu người năm 2004 kể cả dầu khí tăng gấp 5,33 lần, không kể dầu khí tăng gấp 10 lần so với năm 1992 (khi mới thành lập tỉnh). Cùng với việc khai thác dầu mỏ, các ngành công nghiệp liên quan cũng đồng thời phát triển theo như công nghiệp sử dụng khí làm nguyên liệu, nhiên liệu, khí hóa lỏng, phân đạm, nhựa, hóa chất...
Tương lai của khu vực này sẽ có nhiều trong các dự án lớn như: sân bay quốc tế Long Thành (Đồng Nai), đường cao tốc Biên Hoà – Vũng Tàu, thành phố mới Nhơn Trạch (Đồng Nai), Thành phố mới Bình Dương (Bình Dương), các trung tâm công nghiệp mới Trảng Bom, Long Thành, (Đồng Nai), đô thị hoá các huyện trung tâm tỉnh Đồng Nai, Bình Dương, Bà Rịa – Vũng Tàu.

### Quy hoạch Tứ giác kinh tế
Theo Quyết định số 06/2011/QĐ-TTg của Thủ tướng Chính phủ phê duyệt Quy hoạch phát triển giao thông vận tải vùng kinh tế trọng điểm phía nam đến năm 2020 và định hướng đến năm 2030.
Quy hoạch nêu rõ, tập trung phát triển giao thông vận tải với bước đột phá mạnh mẽ, tạo tiền đề đẩy nhanh tốc độ phát triển kinh tế - xã hội, đáp ứng yêu cầu là vùng đi đầu trong CNH, HĐH, thu hút đầu tư nước ngoài và hội nhập kinh tế quốc tế. Quy hoạch cũng nhấn mạnh, phấn đấu đến năm 2020 hoàn thành 580 km đường cao tốc; đưa vào cấp kỹ thuật hệ thống đường tỉnh và mở mới một số tuyến cần thiết; tiếp tục phát triển giao thông nông thôn, 80% đường giao thông nông thôn được cứng hóa mặt. Hoàn thành nâng cấp, cải tạo tuyến đường sắt Bắc - Nam và khu đầu mối TP Hồ Chí Minh; nghiên cứu đầu tư xây dựng tuyến đường sắt cao tốc Bắc - Nam vào thời điểm thích hợp. Tập trung xây dựng một số bến cảng nước sâu tại các cụm cảng Vũng Tàu, Đồng Nai và TP Hồ Chí Minh; hoàn thành di dời các cảng trên sông Sài Gòn. Xây dựng và đưa vào khai thác giai đoạn 1 cảng hàng không quốc tế Long Thành. Tổ chức vận tải hợp lý trên một số hành lang chủ yếu như hành lang: TP Hồ Chí Minh - phía bắc; TP Hồ Chí Minh - đồng bằng sông Cửu Long; TP Hồ Chí Minh - Bà Rịa – Vũng Tàu...